# UFO: A Day in the Life
UFO: A Day in the Life è un videogioco d'avventura sviluppato da Love-de-Lic e pubblicato nel 1999 da ASCII Corporation per PlayStation. La colonna sonora del gioco è curata da Hirofumi Taniguchi.

## Trama
Il protagonista del gioco è un alieno che deve utilizzare un dispositivo chiamato COSMIC per riportare sulla navicella oltre 50 creature extraterrestri che vivono in un appartamento.